# وقتی سیل‌بند بشکند
وقتی سیل‌بند بشکند (به انگلیسی: When the Levee Breaks) ترانه‌ای در سبک بلوز است که اولین بار توسط زوجی به نام ممفیس مانی و کانزاس جو مک‌کوی در سال ۱۹۲۹ نوشته شد. ترانه در واکنش به اتفاقات به وجود آمده بر اثر طوفان بزرگ می‌سی‌سی‌پی در سال ۱۹۲۷ نوشته شده‌است. بعدها لد زپلین این ترانه را بازخوانی کرد و در آلبوم لد زپلین چهار قرار داد که در سال ۱۹۷۱ منتشر شد. اشعار نسخه لد زپلین که به نام مانی ممفیس و دیگر اعضای گروه لد زپلین به ثبت رسیده است، تا حدی بر پایه نسخه اصلی است. بسیاری از خواننده‌های دیگر هم نسخه‌های از این ترانه را ضبط کرده یا به صورت زنده به اجرای آن پرداخته‌اند.همچنین رپر آمریکایی امینم در آهنگ کیم از آلبوم  مارشال مترز ال پی  از این آهنگ نمونه برداری کرده است.